# Anomocora prolifera
Anomocora prolifera är en korallart som först beskrevs av Pourtalès 1871.  Anomocora prolifera ingår i släktet Anomocora och familjen Caryophylliidae. Inga underarter finns listade i Catalogue of Life.